# Flevoland
Flevoland (nizozemski: Provincie Flevoland) je osnovana 1986. godine i najmlađa je od svih 12 nizozemskih provincija.

## Geografija
Površina provincije Flevoland je 2412 km², a broj stanovnika 383 449 (procjena 2009.) Čini ju tri poldera otetih moru na istočnoj strani jezera IJsselmeer, nekadašnjeg morskog zaljeva Zuiderzeea. Provincija Flevoland obuhvaća općine (gemeente) Almere i Zeewolde na južnom polderu Zuidelijk Flevolandu, Dronten i Lelystad na istočnom  polderu Oostelijk Flevolandu i Noordoostpolder i Urk na sjeveroistočnom polderu Noordoostu. Južni (Zuidelijk) i istočni polder (Oostelijk) odvojeni su od sjeveroistočnog poldera (Noordoostpolder) 1,6 do 5 km širokim jezerom Ketelmeer.
Provincija Flevoland na sjeveru graniči s Frieslandom, na istoku s Overijsselom i Gelderlandom od kojih ih dijeli usko jezero Veluwemeer, na jugoistoku s Utrechtom od koje je dijeli jezero Eemmeer, te na jugozapadu sa Sjevernom Holandijom od koje je dijeli jezero Gooimeer. Prvi je 1942. isušen Noordoostpolder, potom 1957. drugi Oostelijk Flevoland, a posljednji treći Zuidelijk Flevoland 1968. godine.
Provincija Flevoland poznata je po proizvodnji jabuka, žitarica, cvijeća i mlijeka. Također služi kao rezidencijalna i rekreacijska zona za "prekobrojno" stanovništvo iz sjevernog Randstada. Provincija ima i nešto lake industrije. Najveći urbani centar je Lelystad, ujedno glavni grad provincije, koji leži na jezeru IJsselmeeru na polderu Oostelijk Flevolandu.

## Vanjske poveznice
- Službene stranice provincije (nizoz.)
- Flevoland na portalu Encyclopædia Britannica (engl.)